# 浦上誠宗
浦上 誠宗（うらがみ なりむね/あきむね）は、播磨国の戦国大名。浦上政宗の三男。
父・浦上政宗と兄・清宗の死後、家臣である江見河原源五郎らに室津城主に擁立される。また兄の室になるはずだった黒田職隆の娘を娶り、久松丸を儲けた。
しかし、播磨国内での勢力拡大を恐れた、叔父・浦上宗景の意を奉じた江見河原によって暗殺され、これにより室津の浦上家は没落した。